# كويتشي كاتو
كويتشي كاتو هو سياسي ياباني، ولد في 1939 في تسوروكا في اليابان، وتوفي في 9 سبتمبر 2016 في طوكيو في اليابان بسبب ذات الرئة. نشط حزبياً في الحزب الليبرالي الديمقراطي الياباني. وقد انتخب أمين مجلس الوزراء الياباني (5 نوفمبر 1991 – 12 ديسمبر 1992) وانتخب عضو مجلس النواب الياباني ‏.